# Fiat
Fiat är ett italienskt bilmärke. Namnet är en akronym av Fabbrica Italiana Automobili Torino (och fiat på latin betyder låt det bli gjort). Fiat ingår sedan januari 2021 i koncernen Stellantis. I Stellantis-koncernen ingår även de italienska märkena Lancia, Alfa Romeo och Maserati.  Företaget har under decennier letts av familjen Agnelli och i Italien har företaget under lång tid haft en dominerande ställning. Nyttofordonstillverkning återfinns numera i CNH Industrial som inte ingår i Stellantis men kontrolleras av familjen Agnellis bolag Exor. Fiat har vunnit utmärkelsen årets bil flest av alla bilmärken genom åren.

## Historia

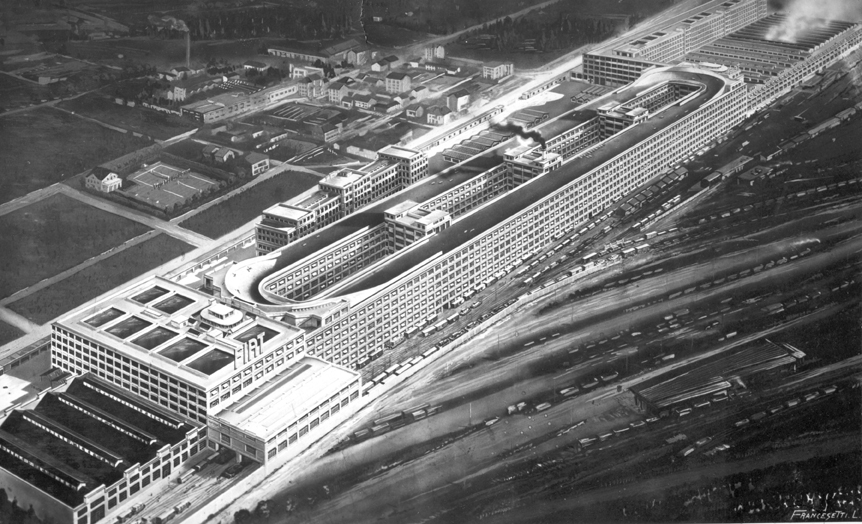
Lingottofabriken (1928)

Fiat grundades 11 juli 1899 av Roberto Biscaretti di Ruffia, Carlo Racca, Emanuele Cacherano di Bricherasio, Michele Ceriano, Cesare Goria Gatti, Lodovico Scarfiotti, Alfonso Ferrero di Ventimiglia, Luigi Damevino och  Giovanni Agnelli. Agnelli var vd för Fiat från 1900 och var ordförande 1920–1943. Den ursprungliga stavningen var F.I.A.T. men prickarna togs bort 1906. Fiat utvecklades snabbt till en stor industrikoncern då man började med skeppsbyggeri, flyg- och fartygsmotorer och järnväg. Den första personbilen hette 3 1/2 HP och tillverkades i 20 exemplar 1899–1900. Den första modellen som tillverkades i större upplagor var Brevetti som tillverkades i 1600 exemplar åren 1905–1912. 1912 började produktionen i stora serier med modellen Zero. Efter kriget ägde Fabriksockupationerna i Turin rum vilka innefattade ockupation av flera Fiatfabriker.
1916 började man tillverkningen vid Lingottofabriken som var Europas största bilfabrik. Lingottofabriken var i fem våningar med en testbana på taket. Fiat kom också nu att förenkla och effektivisera sin produktion med färre delar. Under 1920-talet tog Fiat över flera biltillverkare. 1937–1939 byggde Fiat sin fabrik i Mirafiori i Turin.

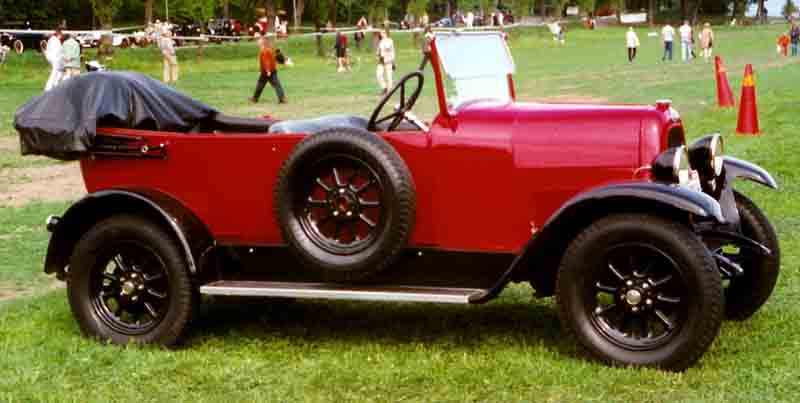
Fiat 501 Torpedo 1925
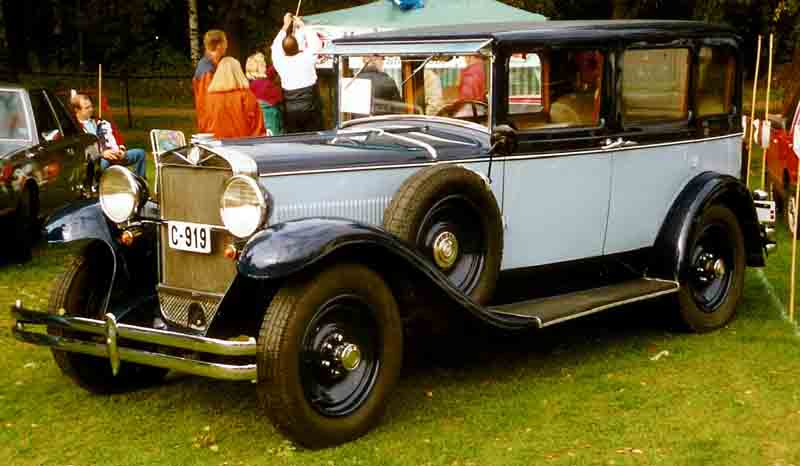
Fiat 524 C Berlina

### Den italienska folkbilen

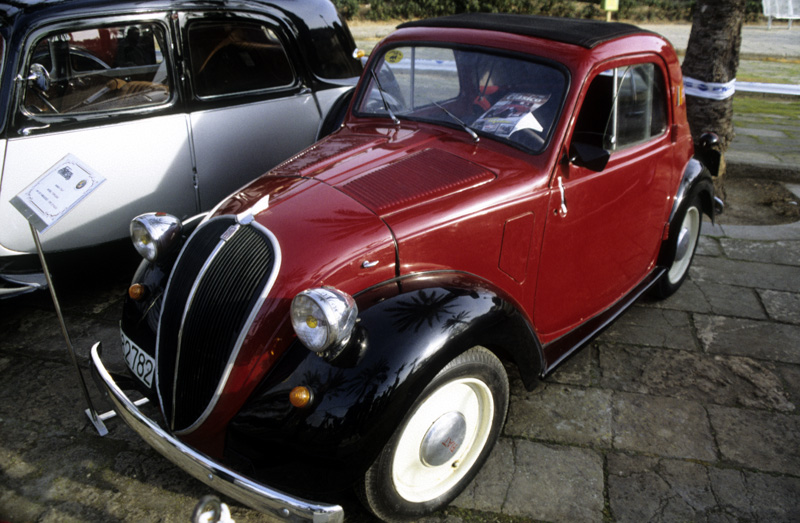
Fiat Topolino

1936 kom den italienska folkbilen Fiat 500, populärt kallad ”Topolino” som kom att tillverkas till 1950-talet. Fiat hade redan etablerat sig som framgångsrik småbilstillverkare med modeller som 509 och 508 Balilla, när man 1936 presenterade sin minsta modell 500 Topolino. Till skillnad från många andra småbilar från den här tiden hade Topolinon vattenkyld fyrcylindrig motor, synkroniserad växellåda, individuell framhjulsupphängning och hydrauliska bromsar. Topolinon blev en stor framgång och tillverkades i drygt 110 000 exemplar.
Under kriget bombades Fiats fabriker av allierat flyg men återuppbyggdes efter kriget. 1948 var 60 000 anställda vid Fiat-verken. Gianni Agnelli blev vicepresident i Fiat 1953 som då leddes av Vittorio Valletta efter farfaderns död 1945. Agnelli tog över ledningen av Fiatkoncernen 1966. 

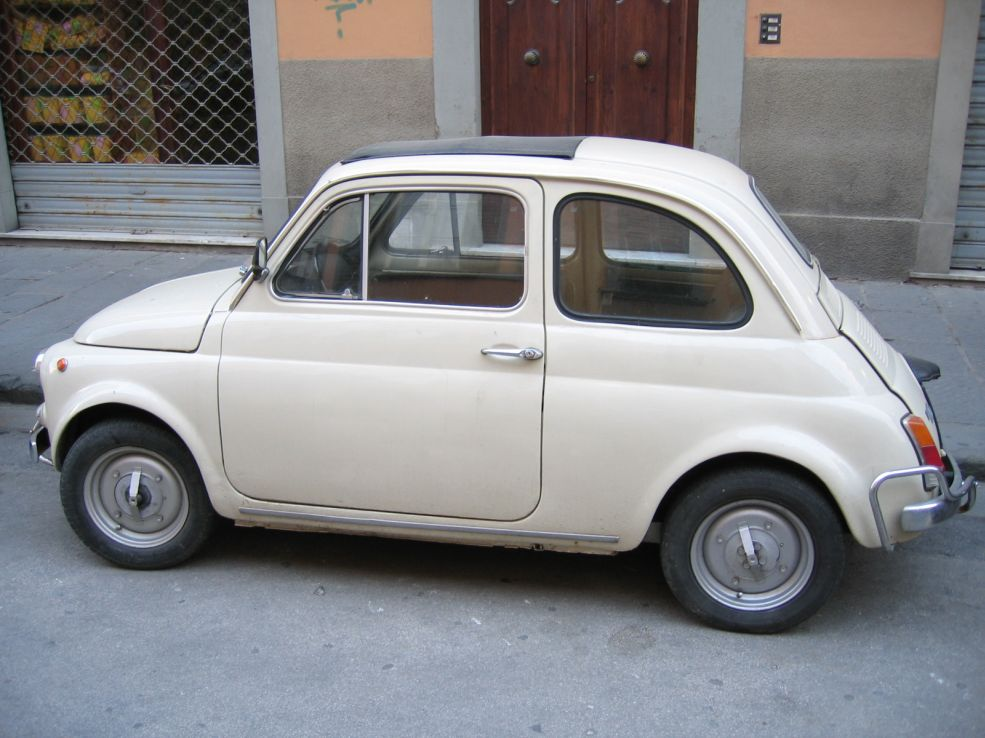
Fiat 500

Under efterkrigstiden fortsatte Fiat att byggas upp till en storkoncern, ett arbete som startat långt redan innan kriget. Under 1950-talet hade man stora framgångar med småbilen Fiat 500 (att jämföra med Volkswagen-bubblan) som även fick spridning genom licenstillverkning. Fiat lanserade under 1960-talet flera sportbilar för att stärka varumärket. Det har alltid varit mindre vardagsbilar som varit Fiats styrka och Fiat 124 blev företagets moderna småbil. Fiat kom under Agnellis ledning även att köpa bolag inom bankväsendet, försäkringsbranschen, flygindustrin (Aeritalia), telekommunikation, militärindustrin samt dagstidningen La Stampa.

### Expansion
Under storhetstiden hade Fiatkoncernen med dess olika märken mellan 70 och 90 % av den italienska bilmarknaden. 1969 köpte Fiat upp Lancia. Fiat hade under en period 15 % av Citroën. Autobianchi som startades som ett samarbetsprojekt år 1955 mellan Fiat, Pirelli och Bianchi och blev en del av Fiat när det integrerades med Lancia. 1974 inledde Fiat sitt samarbete med Klöckner-Humboldt-Deutz inom nyttofordon vilket skapades en ny lastbilskoncern, Iveco.  Fiat Veicoli Industriali S.p.A. med Fiats dotterbolag Lancia Veicoli Speciali S.p.A., OM från Italien och franska UNIC, slogs då samman med Magirus-Deutz från Västtyskland. 1975 började Iveco sin verksamhet. 1980 blev Fiat ensam ägare av Iveco. 1986 köpte Fiat upp Alfa Romeo och därmed fick man bredvid Lancia bilar i de större personbilsklasserna som ersatte Fiats egna motsvarigheter. 1986 tog samarbetet med spanska Seat slut sedan Seat blivit en del av Volkswagen AG. 1988 ökade Fiat sitt aktieinnehav i Ferrari till 90 %. Under sämre tider sålde man av delar av aktierna och ägde 56%. Idag är Ferrari avknoppat från Fiatkoncernen.

### Licenstillverkning världen över

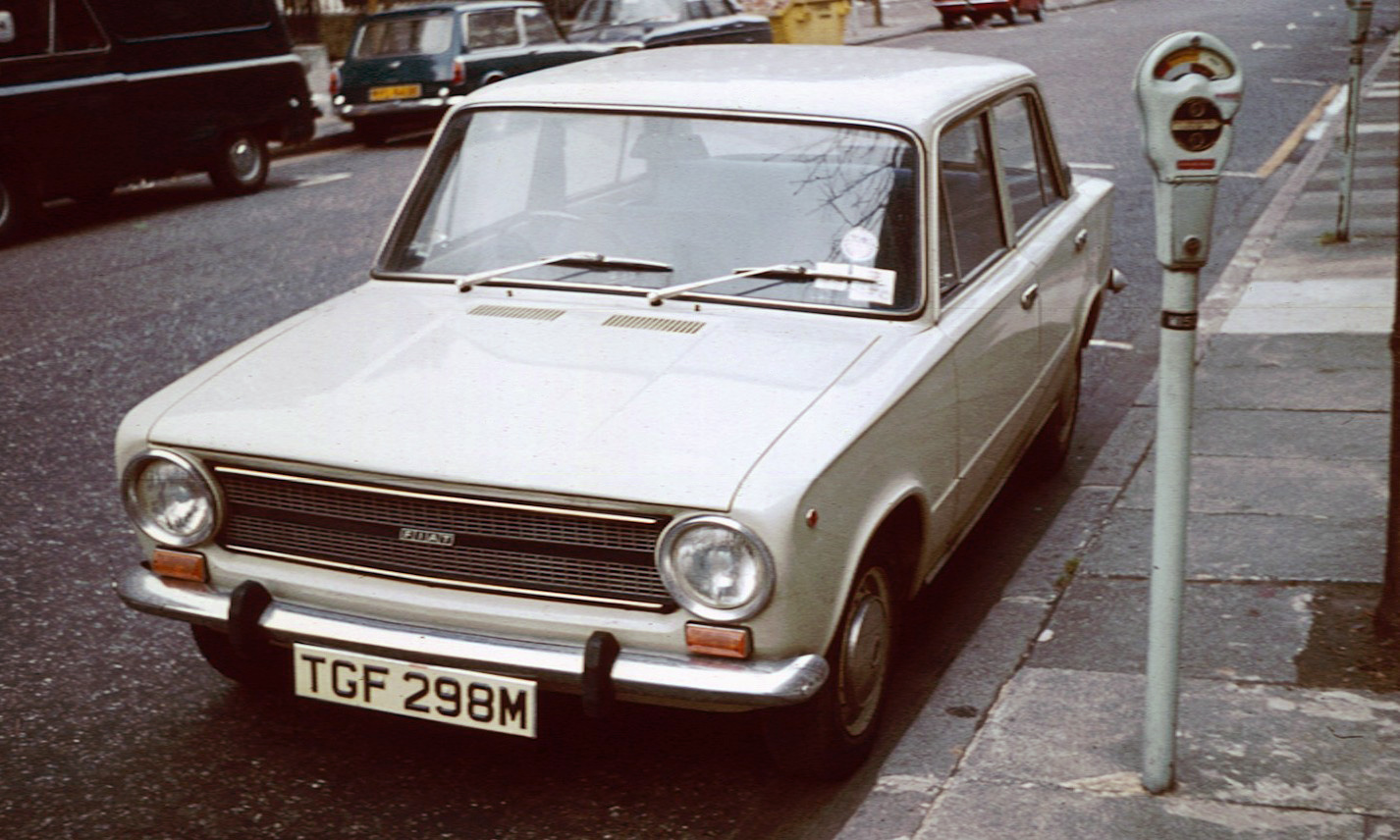
Fiat 124 kom att tillverkas på licens i bland annat Sovjetunionen.

Fiat har varit duktigt på att ge licenser på sin tillverkning, till bland annat Tyskland (NSU-Fiat/Neckar), Österrike (Austro-Fiat, senare Steyr-Puch), Jugoslavien (Zastava), Polen (Polski Fiat, FSO), Spanien (Seat), Turkiet och Indien. Fiats tillverkning i Polen är idag en av företagets viktigaste och den har en lång tradition som sträcker sig tillbaka till mellankrigstiden. Den sovjetiska ur-Ladan (VAZ) var i grunden en Fiat som Sovjetunionen köpte licensen till. 1966 fick Fiat i uppdrag att bygga upp den sovjetiska licenstillverkningen i staden Toljatti (Togliatti), döpt efter en italiensk kommunistledare. Den första bilen rullade ut ur fabriken i Toljatti 1970. Fiat har också en lång tradition i Sydamerika med tillverkning i Brasilien. När Fiats tillverkning var som störst fanns man i ett 20-tal länder runt om i världen.

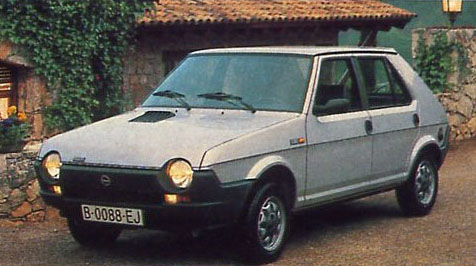
Fiat Ritmo.

### Kris och robotisering
På 1970-talet drabbades bolaget av omfattande strejker vid fabrikerna i Italien och hög frånvaroandel av de anställda. Fiat utsattes också för attacker av vänsterextrema grupper då 27 chefer skadades och fyra dödades vid terroristattacker. Fabriker sattes i brand och maskinerna saboterades. 1979 sparkades 61 anställda som misstänktes för kopplingar till terrorism. Fiat var i kris men kunde vända utvecklingen. Agnelli utsågs två nya chefer, Cesare Romiti och Vittorio Ghidella, som förde tillbaka bolaget i framgångsspåret, bland annat med nya modeller och genom stora omstruktureringar. Bland annat sparkades 23 000 arbetare. Under 1980-talet kom framgångsrika modeller som Fiat Panda och Fiat Uno. Samtidigt hade Fiat svårt i de större personbilsklasserna där Fiat Croma aldrig blev någon succé. I slutet av 1970-talet hade Fiat gått i bräschen för robotiseringen och lanserade Robogate där stora delar av produktionen skedde med hjälp av robotar. Ritmo var den första bilmodellen i världen som delvis tillverkades av robotar i vad som gick under namnet "Robogate" och användes i marknadsföringen av modellen i en uppmärksammad reklamfilm. Ritmo tillverkades i Fiats fabrik i Cassino. Fiat invigde en motorfabrik där robotar byggde kompletta motorer helt utan mänsklig hand, de bilar där dessa motorer användes fick tillnamnet "FIRE" (Fully Integrated Robotized Engine). 
Fiat har också haft samarbeten med andra biltillverkare. Under 1980-talet samarbetade man med Saab i De fyras klubb och modellerna Fiat Croma och Lancia Thema har stora likheter med Saab 9000 och Alfa Romeo 164. Under 1990-talet gick man in i ett samarbete med PSA-koncernen med Peugeot och Citroën. Från samarbetet med PSA härstammar bl.a. Fiats MPV-modell Fiat Ulysse.
Fiats försäljning i Sverige rasade ordentligt runt decennieskiftet och övertogs 1991 av Alfa Romeo Svenska AB.

### Olönsamhet och omstrukturering

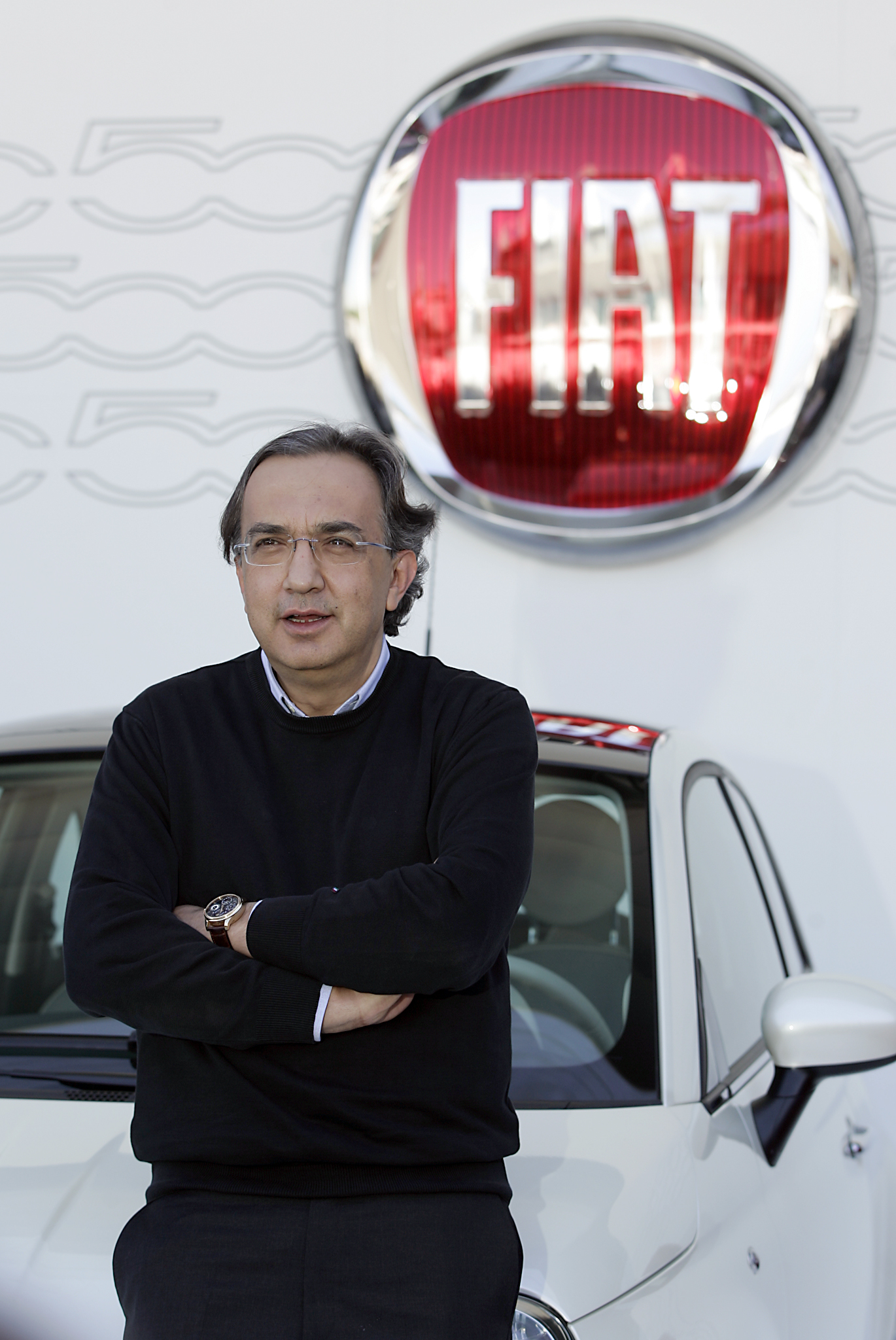
Marchionne

För Fiat blev det en svår omställning när Italien öppnade upp mer för utländska biltillverkare, främst de japanska. De tullar som Italien tidigare haft för att säkra de italienska tillverkarna togs bort och detta drabbade Fiat som tidigare dominerat helt. Ägarfamiljens överhuvuden Giovanni Agnelli och Umberto Agnelli avled med korta mellanrum. Idag finns yngre familjemedlemmar i koncernledningen i FCA, bland dem John Elkann som ordförande och Andrea Agnelli som ledamot. Drivande i omstruktureringarna har Sergio Marchionne varit som blev Fiatchef 2004. Marchionne har minskat byråkratin och drivit på framtagandet av nya bilmodeller. Resultatet är att Fiat återigen går med vinst.
Under senare år har Fiat haft stora problem med olönsamhet, dock tycks trenden ha vänt då Fiat var en av få tillverkare som ökade försäljningen när alla andra biltillverkare kraftigt tappade försäljning under 2008. En allians med General Motors misslyckades och GM valde att dra sig ur efter att ha ägt 10 % av Fiat. Fiat har lanserat en rad nya modeller för att råda bot på problemen. Det har också skett en viss renodling av koncernen då man sålt ut annan tillverkning. Fiat har haft stark draghjälp av senaste årens miljödebatt, eftersom man ligger i framkant bland de europeiska tillverkarna på miljöområdet. Dessutom tog Fiatkoncernen över den amerikanska Chryslerkoncernen och har inlett sin comeback på den nordamerikanska marknaden även för de egna märkena Fiat och Alfa Romeo.

### Fiat Chrysler Automobiles
Fiat ingår idag i Fiat Chrysler Automobiles som ägs av det Agnelli-kontrollerade Exor S.p.A. Fiat köpte 58,5% av amerikanska Chrysler Corporation 2012. 2014 följde en omstrukturering varpå Fiat Chrysler Automobiles (FCA) bildades när Fiat S.p.A. blev en del av ett nytt holdingbolag, Fiat Chrysler Automobiles N.V., med säte i Nederländerna och huvudkontor i London. Verksamheten består av FCA Italy (tidigare Fiat Group) och FCA US (tidigare Chrysler LLC). Fiat Chrysler Automobiles, tidigare Fiat S.p.A., eller Fiat Group, äger nästan hela den italienska bilindustrin. I koncernen ingår Lancia, Alfa Romeo och Maserati. Fram till 2016 ingick  Ferrari i koncernen. Åren med GM då man brottades med olönsamhet vände sedan Fiat blev självständigt igen och man har numera 10% av den europeiska marknaden. Fiat Groups struktur hade tidigare Fiat S.p.A. som moderbolag och biltillverkningen delades då in (Business units) i Fiat Auto, Maserati, Ferrari och Fiat Powertrain technologies. Numera ingår bland andra Case, New Holland och Iveco som tillverkar nyttofordon i CNH Industrial som ägs av Exor.

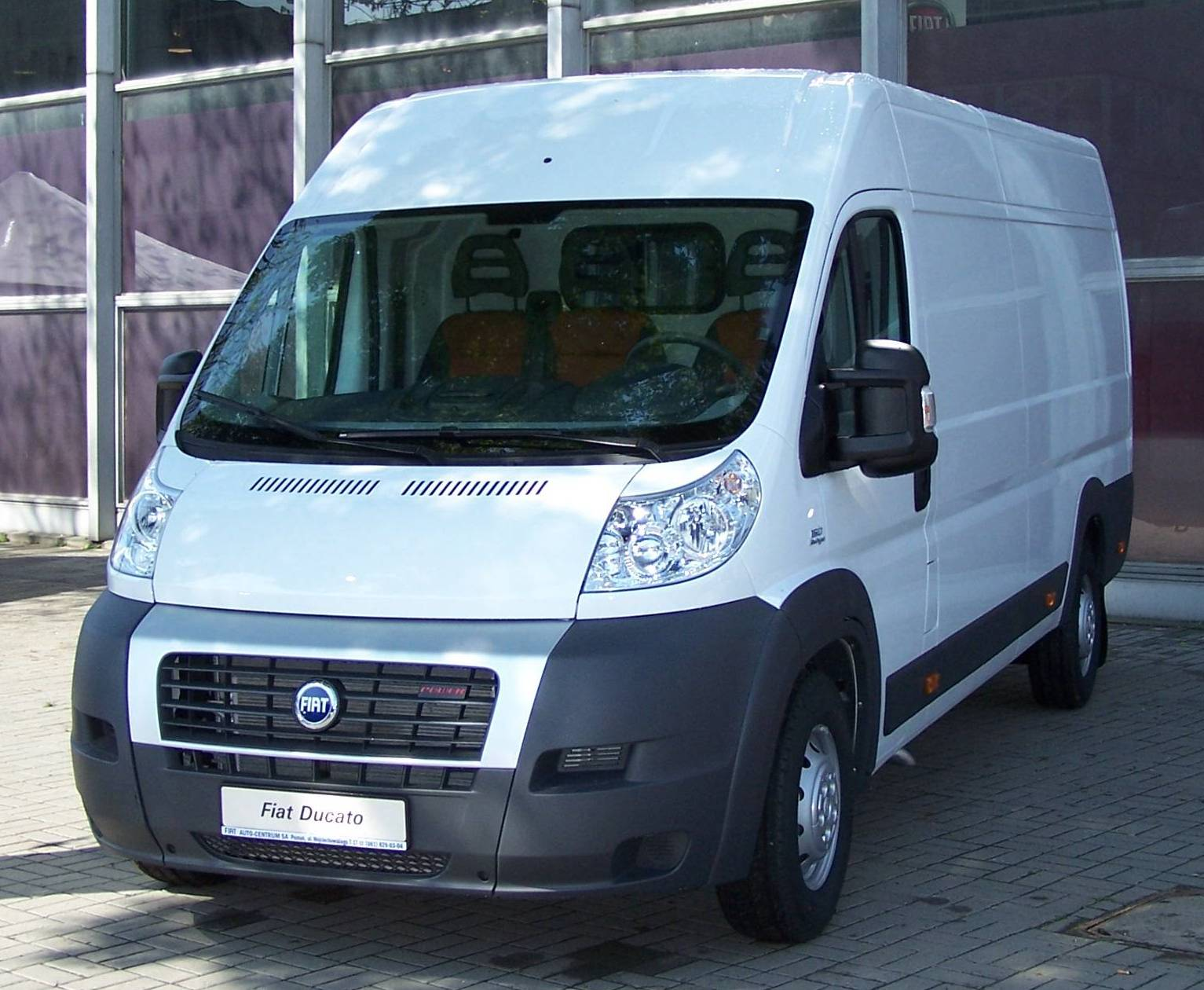
Fiat Ducato
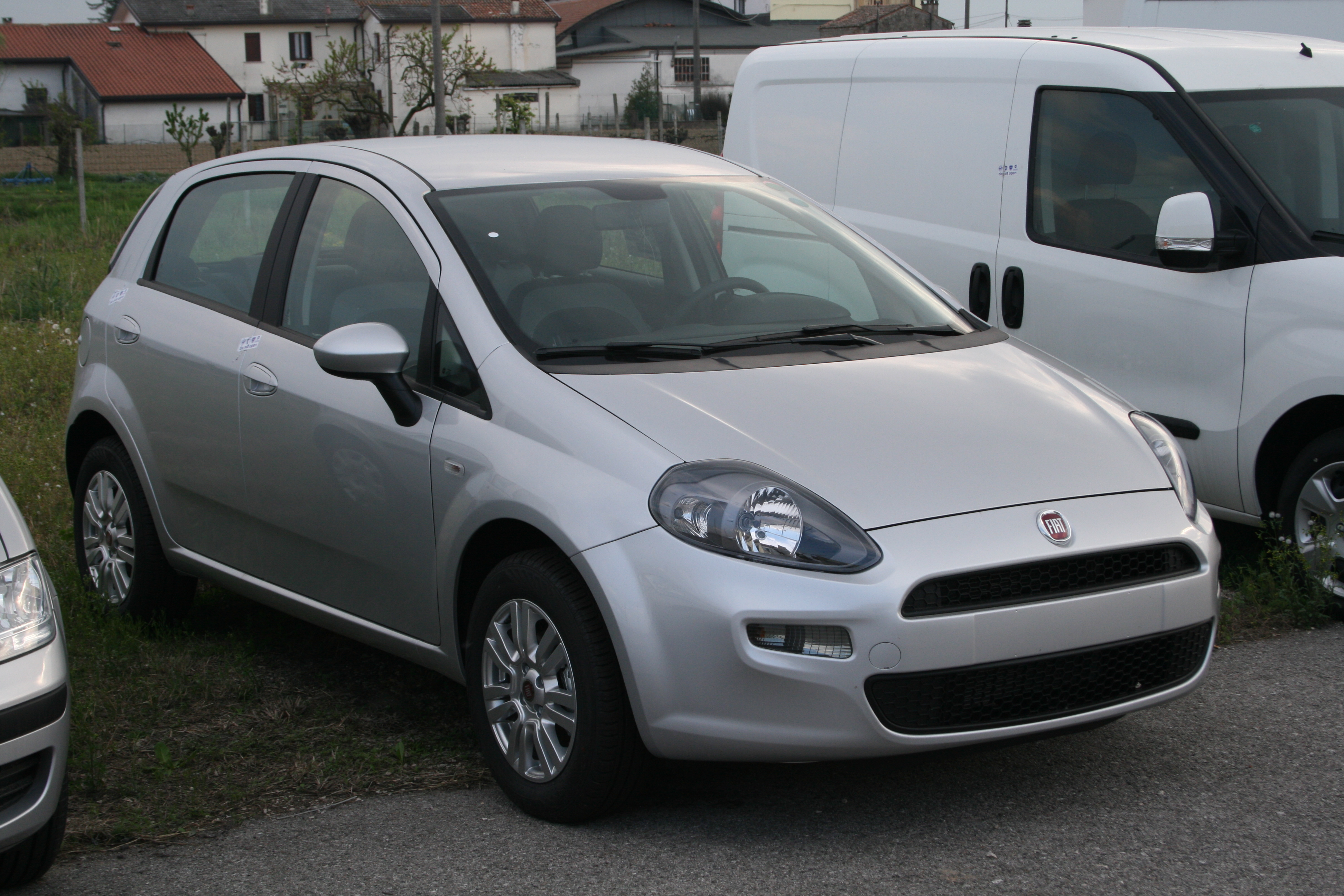
Fiat Punto
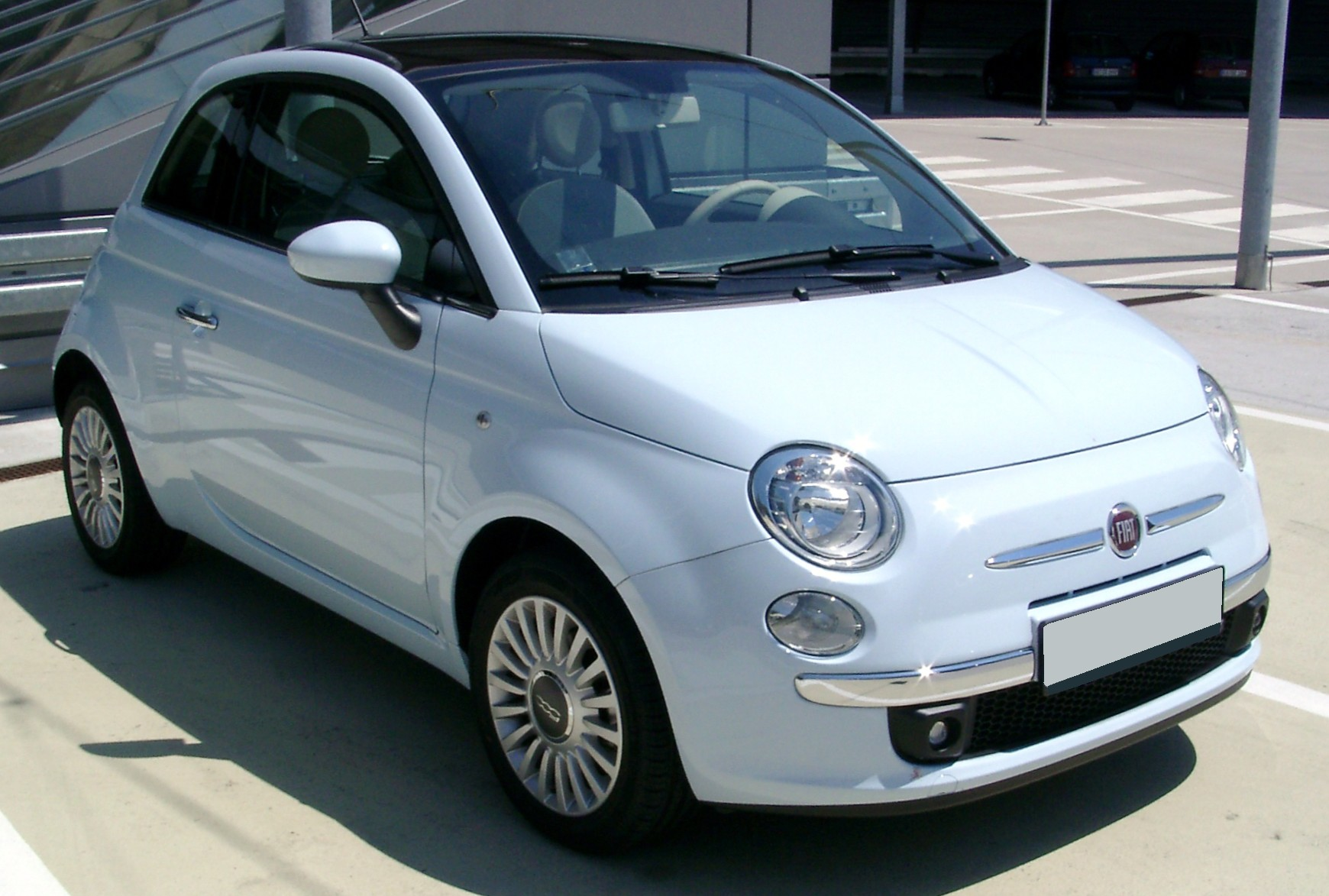
Fiat 500

## Produktionsorter
- Italien
  - Turin - Fiat Mirafiori
  - Melfi
  - Cassino
  - Pomigliano
  - Sevel
  - Termini
- Polen
  - Tychy
- Argentina
- Serbien
  - Kragujevac
- Brasilien
  - Belo Horizonte

### Licenstillverkning
- Frankrike
- Turkiet
- Egypten
- Sydafrika
- Indien
- Kina
- Vietnam
- Amerika

## Tidigare verksamheter
Fiatkoncernen ägde tidigare CNH Global (Case Construction, Case IH, Flexi-Coil, Kobelco, New Holland, New Holland Construction och Steyr) och Fiat-Hitachi Construction. Fiat ägde tidigare även skotertillverkaren Piaggio. Fiat har även tillverkat tåg; en känd tågtyp i Sverige är Y1 som är en oelektrifierad motorvagn och som åker på små länsbanor i bland annat Småland, i Kinnekullebanan och i Värmland.

### Nyttofordon
Fiats tillverkning av mellantunga och tunga lastbilar i Iveco ägs numera av CNH Industrial. Fiat tillverkar genom Fiat Professional fortfarande mindre transportfordon och lätta lastbilar.

### Flygplanstillverkning

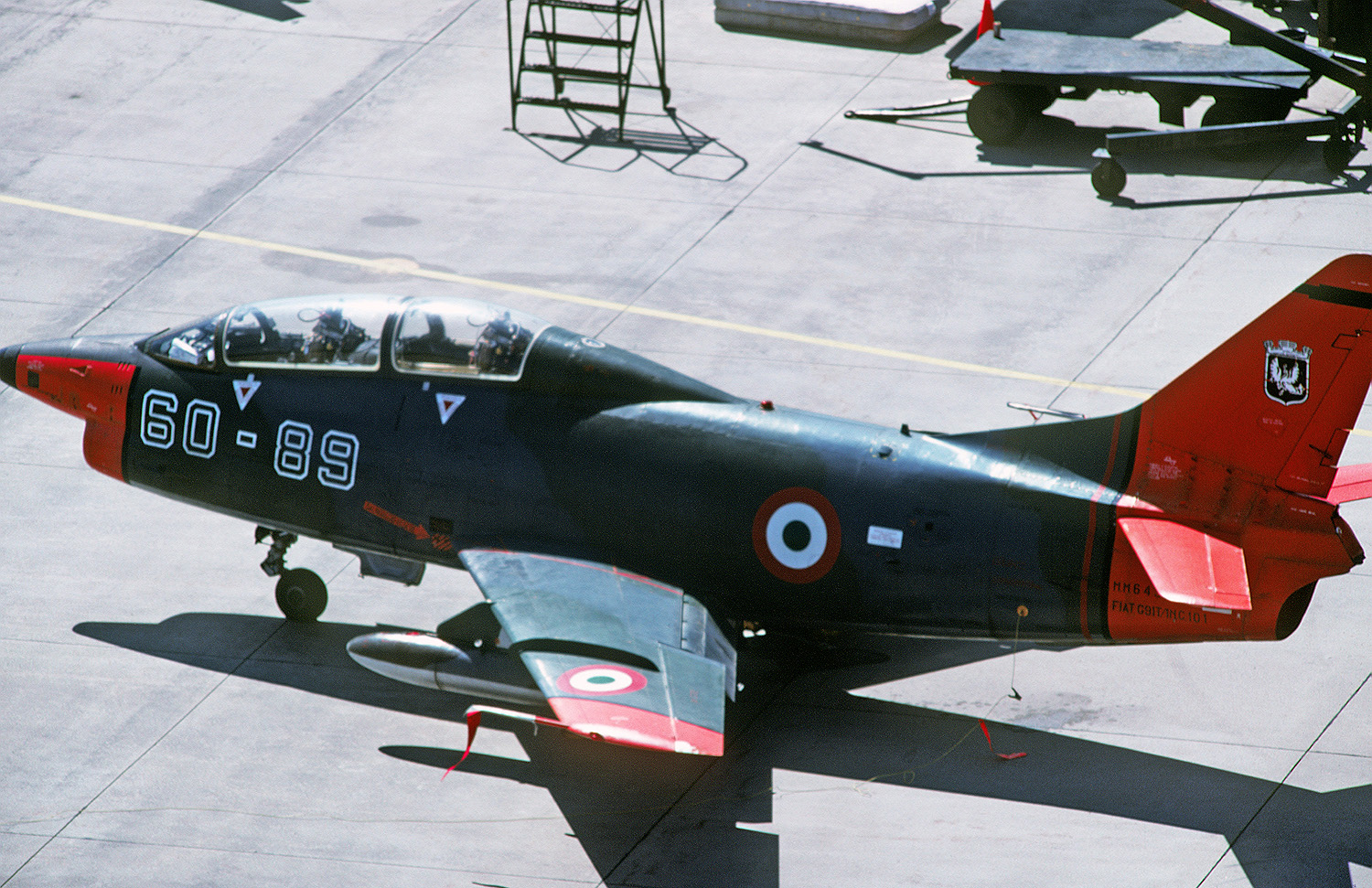
Fiat G.91.

Fiat var tidigare en viktig flygplanstillverkare, främst inom det militära området. Efter första världskriget konsoliderade man flera italienska tillverkare, till exempel Pomilio och Ansaldo. Under 1930-talet kom modeller som Fiat CR.32 och Fiat CR.42. Andra kända modeller var stridsplanen CR.20, G.50 och G.55. På 1950-talet följde Fiat G.91. 1969 slogs Fiat Aviazione samman med Aerfer och bildade Aeritalia.
- Fiat CR.42 Falco
- J 11
- Fiat G.91

## Bilmodeller
| - 1919-1926 Fiat 501 - 1919-1925 Fiat 505 - 1919-1926 Fiat 510 - 1921-1922 Fiat 520 "Superfiat" - 1922-1927 Fiat 519 - 1923-1926 Fiat 502 - 1924-1929 Fiat 509 - 1925-1927 Fiat 507 - 1926-1927 Fiat 503 - 1926-1928 Fiat 512 - 1927-1930 Fiat 520 - 1928-1931 Fiat 525 - 1929-1932 Fiat 514 - 1929-1931 Fiat 521 - 1931-1935 Fiat 515 - 1931-1933 Fiat 522 - 1931-1934 Fiat 524 - 1932-1939 Fiat 508 Balilla - 1933-1938 Fiat 518 Ardita - 1934-1936 Fiat 527 Ardita - 1935-1950 Fiat 1500 - 1936-1955 Fiat 500 Topolino - 1938-1944 Fiat 2800 - 1939-1953 Fiat 1100 Balilla - 1950-1958 Fiat 1400 | - 1951-1973 Fiat Campagnola - 1952-1958 Fiat 1900 - 1952-1954 Fiat 8V - 1953-1969 Fiat 1100 - 1955-1969 Fiat 600 - 1955-1957 Fiat 1100TV Trasformabile - 1957-1977 Fiat 500 - 1957-1960 Fiat 1200 Gran Luce - 1957-1959 Fiat 1200 Trasformabile - 1959-1966 Fiat 1500 Cabriolet - 1959-1968 Fiat 1800 - 1959-1961 Fiat 2100 - 1961-1966 Fiat 1300 - 1961-1967 Fiat 1500 - 1961-1968 Fiat 2300 - 1961-1968 Fiat 2300 S Coupé - 1962-1966 Fiat 1600S Cabriolet - 1964-1971 Fiat 850 - 1965-1971 Fiat 850 coupe - 1965-1972 Fiat 850 spyder | - 1966-1974 Fiat 124 - 1966-1975 Fiat 124 Coupe - 1966-1985 Fiat 124 Spider - 1966-1972 Fiat Dino - 1967-1972 Fiat 125 - 1969-1985 Fiat 128 - 1969-1976 Fiat 130 - 1971-1987 Fiat 127 - 1971-1977 Fiat 130 Coupé - 1972-1987 Fiat 126 - 1972-1988 Fiat X1/9 - 1972-1981 Fiat 132 - 1974-1983 Fiat 131 - 1974-1987 Fiat Nuova Campagnola - 1976-1986 Fiat Spazio/Oggi/Panorama - 1977- Fiat Fiorino - 1978-1988 Fiat Ritmo - 1980-2003 Fiat Panda - 1981-1985 Fiat Argenta - 1981-2005 Fiat Talento - 1981- Fiat Ducato - 1983-2013 Fiat Uno - 1983-1990 Fiat Regata - 1985-1995 Fiat Duna | - 1985-1996 Fiat Croma - 1986-1996 Fiat Elba - 1987-2000 Fiat 126 BIS - 1988-1995 Fiat Tipo - 1990-1996 Fiat Tempra - 1991-1998 Fiat Cinquecento - 1993-1999 Fiat Punto - 1993-2000 Fiat Coupé - 1994-2003 Fiat Ulysse - 1995-2001 Fiat Brava - 1995-2001 Fiat Bravo - 1995-2005 Fiat Barchetta - 1996-2016 Fiat Scudo - 1996-2016 Fiat Palio - 1996-2018 Fiat Siena - 1996-2002 Fiat Marea - 1996-2002 Fiat Marengo - 1998-2007 Fiat Seicento - 1998- Fiat Strada - 1998-2010 Fiat Multipla - 1999-2010 Fiat Punto - 2000- Fiat Dobló - 2001-2007 Fiat Stilo - 2002-2012 Fiat Albea - 2002-2010 Fiat Ulysse | - 2003-2012 Fiat Panda - 2003-2012 Fiat Idea - 2005-2018 Fiat Grande Punto - 2005-2012 Fiat Croma - 2006-2014 Fiat Sedici - 2007- Fiat 500 - 2007-2014 Fiat Bravo - 2007-2018 Fiat Linea - 2011-2015 Fiat Freemont - 2012- Fiat Panda - 2012-2018 Fiat Palio - 2012-2021 Fiat Grand Siena - 2012-2022 Fiat 500L - 2012-2017 Fiat Viaggio - 2013-2017 Fiat Ottimo - 2014- Fiat 500X - 2015- Fiat Tipo - 2015-2018 Fiat Fullback - 2016- Fiat Mobi - 2016- Fiat Toro - 2017- Fiat Argo - 2018- Fiat Cronos - 2020- Fiat 500e - 2021- Fiat Pulse - 2021- Fiat Scudo - 2023- Fiat 600 - 2024- Fiat Grande Panda |